# Chùa Tây An

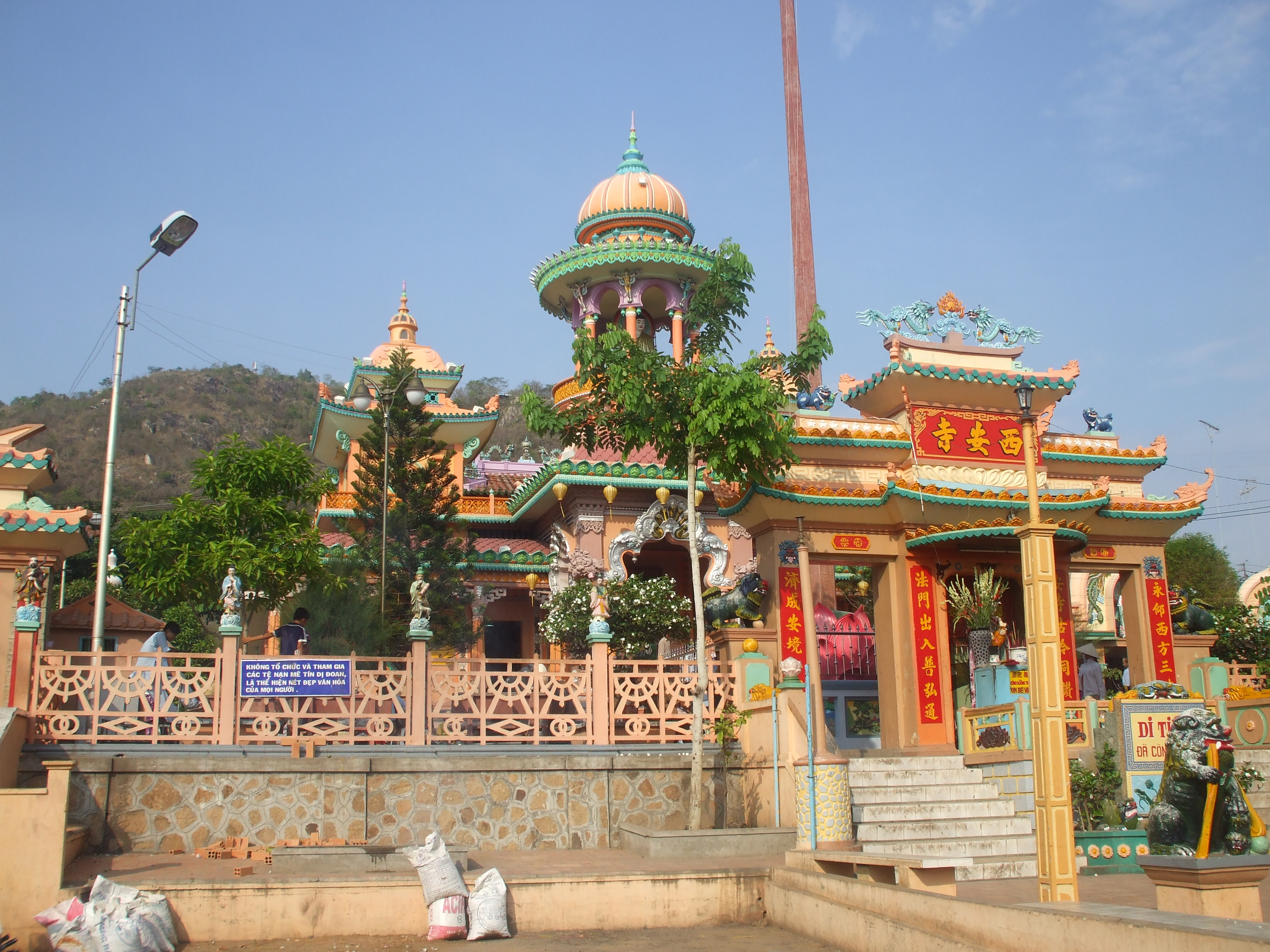
Chùa Tây An núi Sam

Chùa Tây An còn được gọi là Chùa Tây An Núi Sam, là một ngôi chùa Phật giáo tọa lạc tại ngã ba, dưới chân núi núi Sam (nay thuộc phường Núi Sam, thành phố Châu Đốc, tỉnh An Giang). Ngôi chùa này đã được Bộ Văn hóa xếp hạng là di tích "kiến trúc nghệ thuật cấp quốc gia" theo quyết định số: 92/VH.QĐ ngày 10 tháng 7 năm 1980; và đã được Trung tâm sách kỷ lục Việt Nam chính thức công nhận đây là "ngôi chùa có kiến trúc kết hợp phong cách nghệ thuật Ấn Độ và kiến trúc cổ dân tộc đầu tiên tại Việt Nam".

## Lịch sử
Năm 1847, Tổng đốc An-Hà (An Giang và Hà Tiên) là Doãn Uẩn (1795-1850) vui mừng vì lập được đại công đánh đuổi được quân Xiêm La, bình định được Chân Lạp, nên đã cho xây dựng một ngôi chùa bằng tường gạch, nền cuốn đá xanh, mái lợp ngói; và đặt tên là Tây An tự với hàm ý trấn yên bời cõi phía Tây .
Năm 1861, Hòa thượng Hoàng Ân (Nguyễn Nhất Thừa) cho trùng tu lại chính điện và hậu tổ. Năm 1958, Hòa thượng Thích Bửu Thọ (1893–1972) đứng ra vận động xây dựng mới ba ngôi cổ lầu, mặt chính và ngôi chính điện, nên chùa có diện mạo như ngày hôm nay. 
Vị sư trụ trì đầu tiên là Hòa thượng Nguyễn Văn Giác (1788–1875), pháp hiệu Hải Tịnh, tu theo phái Lâm Tế, nên có người còn gọi chùa Tây An là chùa Lâm Tế .
Cũng trong khoảng thời gian này (tức vào những năm 1850) ông Đoàn Minh Huyên (1807-1856), người sáng lập ra đạo Bửu Sơn Kỳ Hương (1849) đến tu tại chùa, nên chùa càng nổi tiếng.

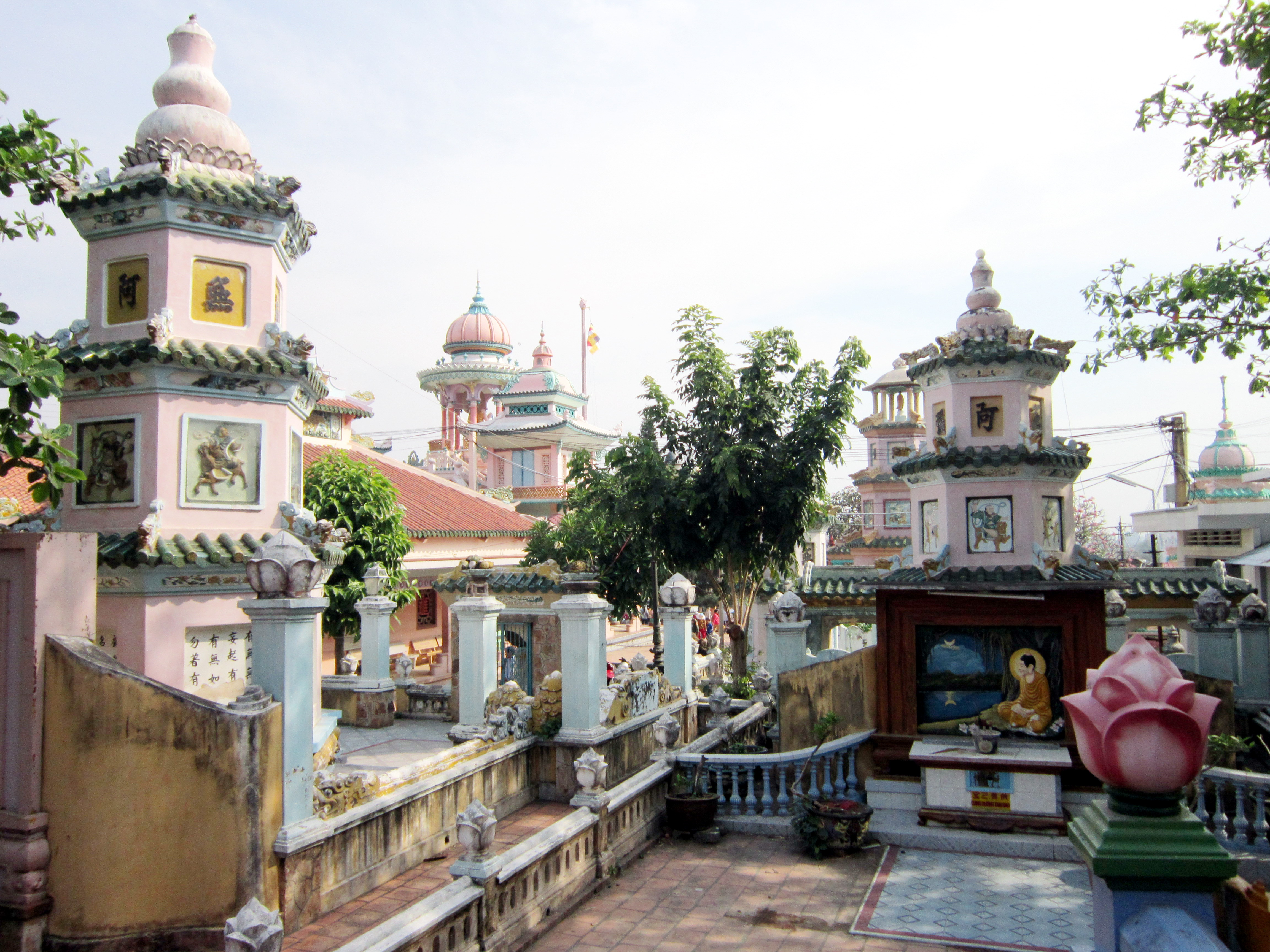
Vườn tháp chùa Tây An

Các vị sư trụ trì chùa Tây An gồm: Hải Tịnh (thế danh Nguyễn Văn Giác), Hoàng Ân (thế danh Nguyễn Nhất Thừa), Huệ Quang (thế danh Nguyễn Trang Nghiêm), Thuần Hậu (thế danh Huỳnh Văn Đắc), Thiện Pháp (thế danh Ngô Văn Hòa), Thích Bửu Thọ (thế danh Nguyễn Thế Mật), Huệ Châu (thế danh Hồ Thạch Hùng), Định Long (thế danh Phạm Văn Trực), Huệ Kỉnh (thế danh Trần Văn Cung).
Sách Đại Nam nhất thống chí viết về chùa Tây An như sau:
Chùa ở địa phận thôn Vĩnh Tế, huyện Tây Xuyên, nguyên tổng đốc Doãn Uẩn cho xây dựng năm Thiệu Trị thứ 7 (1847). Chùa đứng trên núi, mặt trước trông ra tỉnh thành, phía sau dựa vào vòm núi, tiếng người vắng lặng, cổ thụ âm u, cũng là một thắng cảnh thiền lâm vậy.

## Kiến trúc
Chùa Tây An tọa lạc trên nền cao, thoáng rộng, trong khuôn viên có diện tích 15.000 m2. Phía sau có núi Sam như bức bình phong nổi bật lên với màu xanh thẫm. Điểm ấn tượng nhất của chùa là mặt chính với ba ngôi cổ lầu nóc tròn hình củ hành, màu sắc sặc sỡ nhưng hài hòa.
Chùa cất theo lối chữ "tam", có kiến trúc kết hợp phong cách nghệ thuật Ấn Độ và kiến trúc cổ dân tộc Việt. Chùa được xây dựng với các vật liệu bền chắc như gạch ngói, xi măng. Nơi cổng tam quan là tượng Quan Âm Thị Kính, bên trong cổng là một sân chùa nhỏ có một cột phướn cao 16 m.
Mặt tiền chùa, ở giữa là tháp thờ Phật cao hai tầng. Tầng trên là tượng Phật đứng giữa lầu cao, đặc biệt ở giữa mặt tiền chùa là ngọn tháp được xây theo kiểu Menara Azan của các thánh đường Hồi giáo (Islam) với mái vòm tròn, cao. Đây có lẽ là nét ảnh hưởng từ các kiểu kiến trúc của các làng Chăm Hồi giáo (Islam) mà cụ thể là thánh đườmg Mubarak, Châu Giang ở phía bên kia sông Hậu cách chùa Tây An không xa. Bốn cột tháp ở tầng dưới có các hộ pháp trấn giữ, phía trước có tượng hai con voi: bạch tượng và hắc tượng.
Chính điện là dãy nhà rộng, hai tầng mái, lợp ngói đại ống, cột gỗ căm xe, nền lát gạch bông. Hai bên là lầu chiêng và lầu trống hình tứ giác, trên đỉnh trang trí các tượng tứ linh (long, lân, qui, phụng) rất mỹ thuật. Đại hồng chung ở lầu chuông được tạo vào năm Tự Đức thứ 32 (1879).
Trong chính điện có khoảng 150  pho tượng lớn nhỏ: tượng Phật, Bồ tát, La hán, Bát bộ kim cang, Ngọc hoàng, Huỳnh đế, Thần nông v.v...Đa số tượng đều làm bằng danh mộc, chạm trổ công phu và mỹ thuật, tiêu biểu cho nghệ thuật điêu khắc Việt Nam vào thế kỷ 19. Ngoài ra chùa còn có nhiều hoành phi và câu đối, màu sắc rực rỡ.

## Trùng tên
Sau khi Đoàn Minh Huyên (Phật Thầy Tây An) rời cốc ông đạo Kiến trên cù lao Ông Chưởng (xưa thuộc làng Long Kiến, nay thuộc xã Long Giang, huyện Chợ Mới, tỉnh An Giang) đến tu ở chùa Tây An nơi chân núi Sam; nhân dân địa phương đã tự nguyện dựng lên nơi đây một ngôi thờ Tam bảo để ghi nhớ công ơn ông. Về sau, người ta cũng gọi ngôi thờ này là Tây An cổ tự nên mới xảy ra việc trùng tên chùa.

## Ảnh

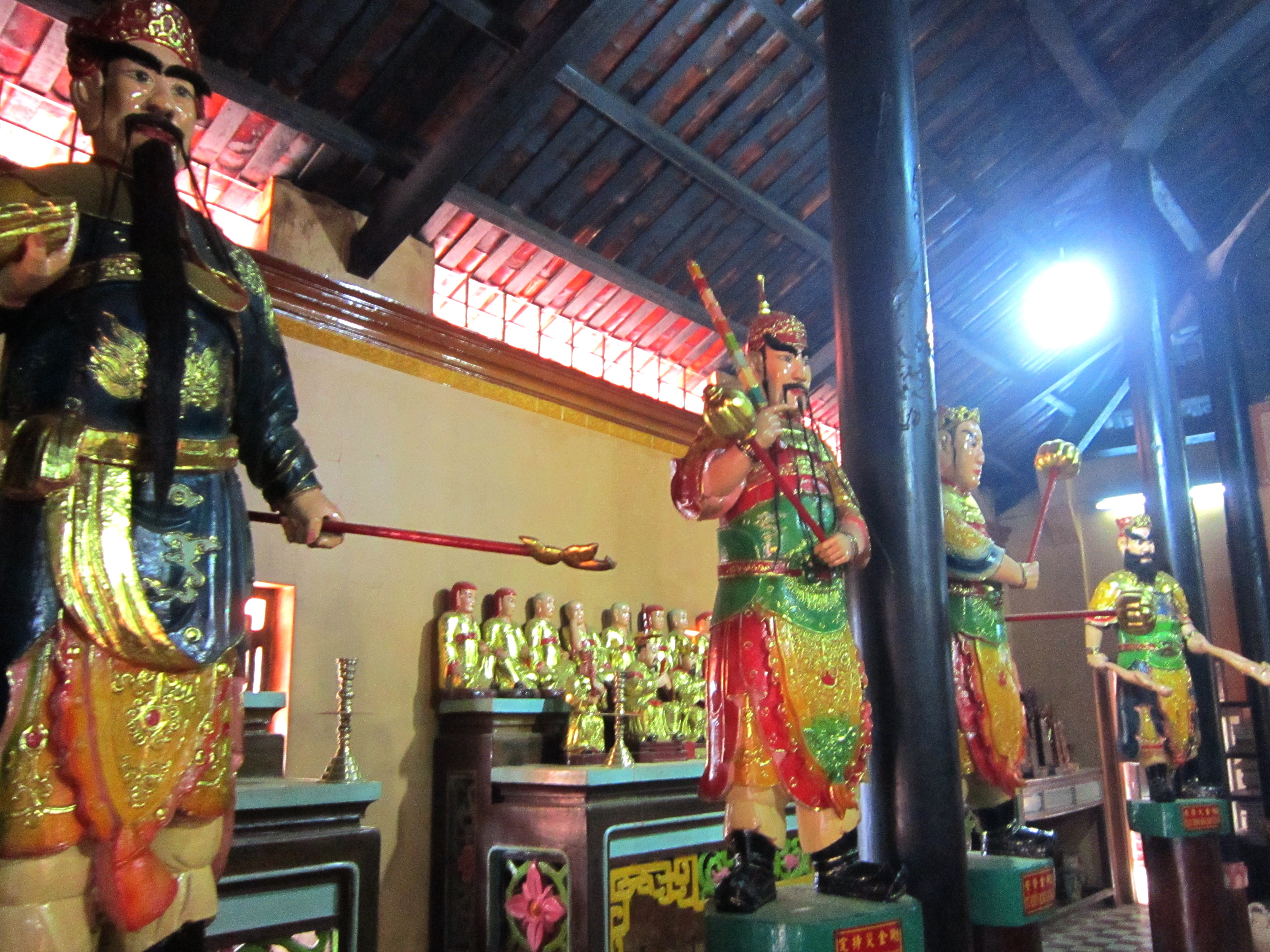
Tượng trong chánh điện.
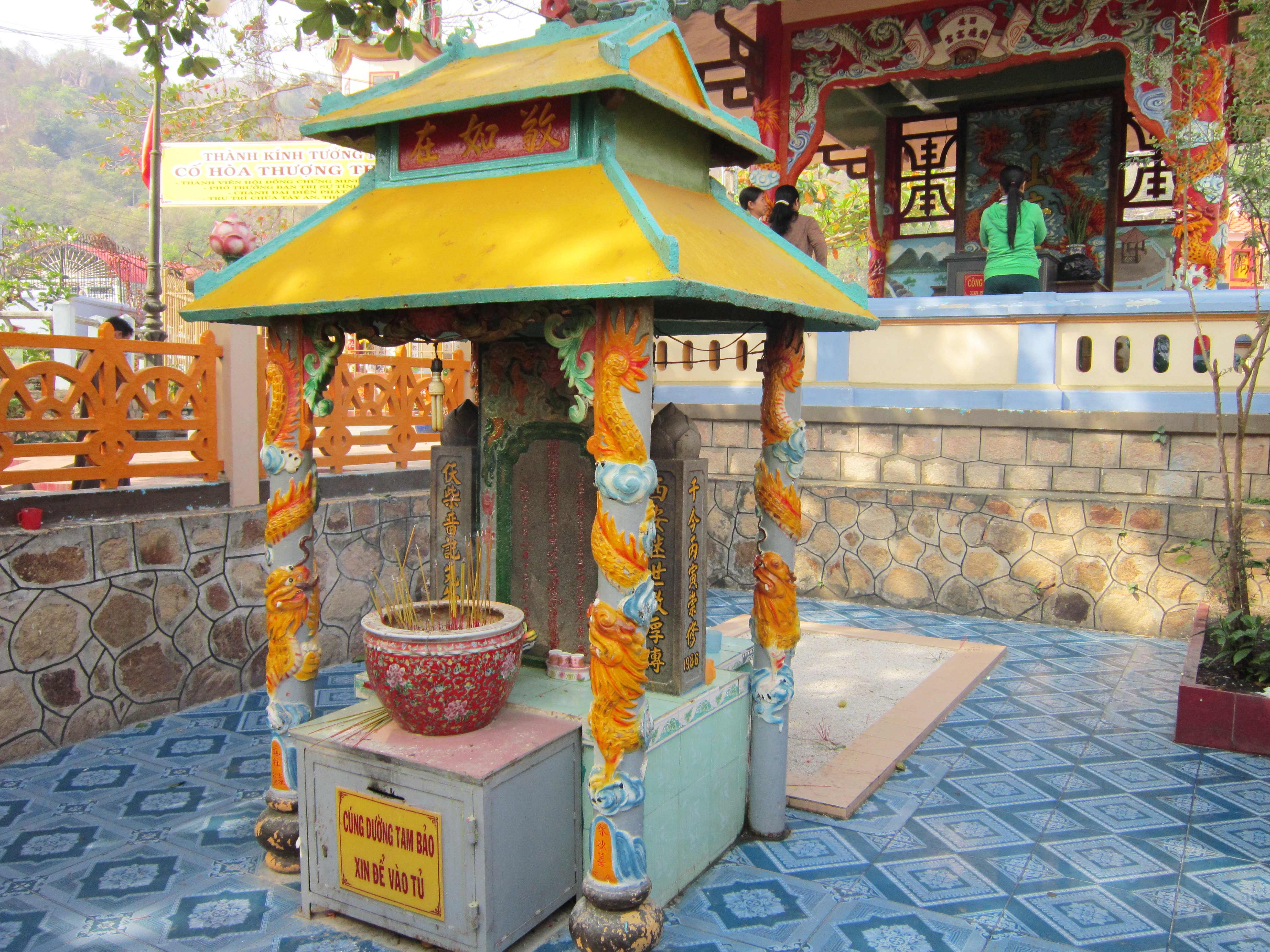
Mộ Phật Thầy Tây An không đấp nấm, theo lời dặn của ông.
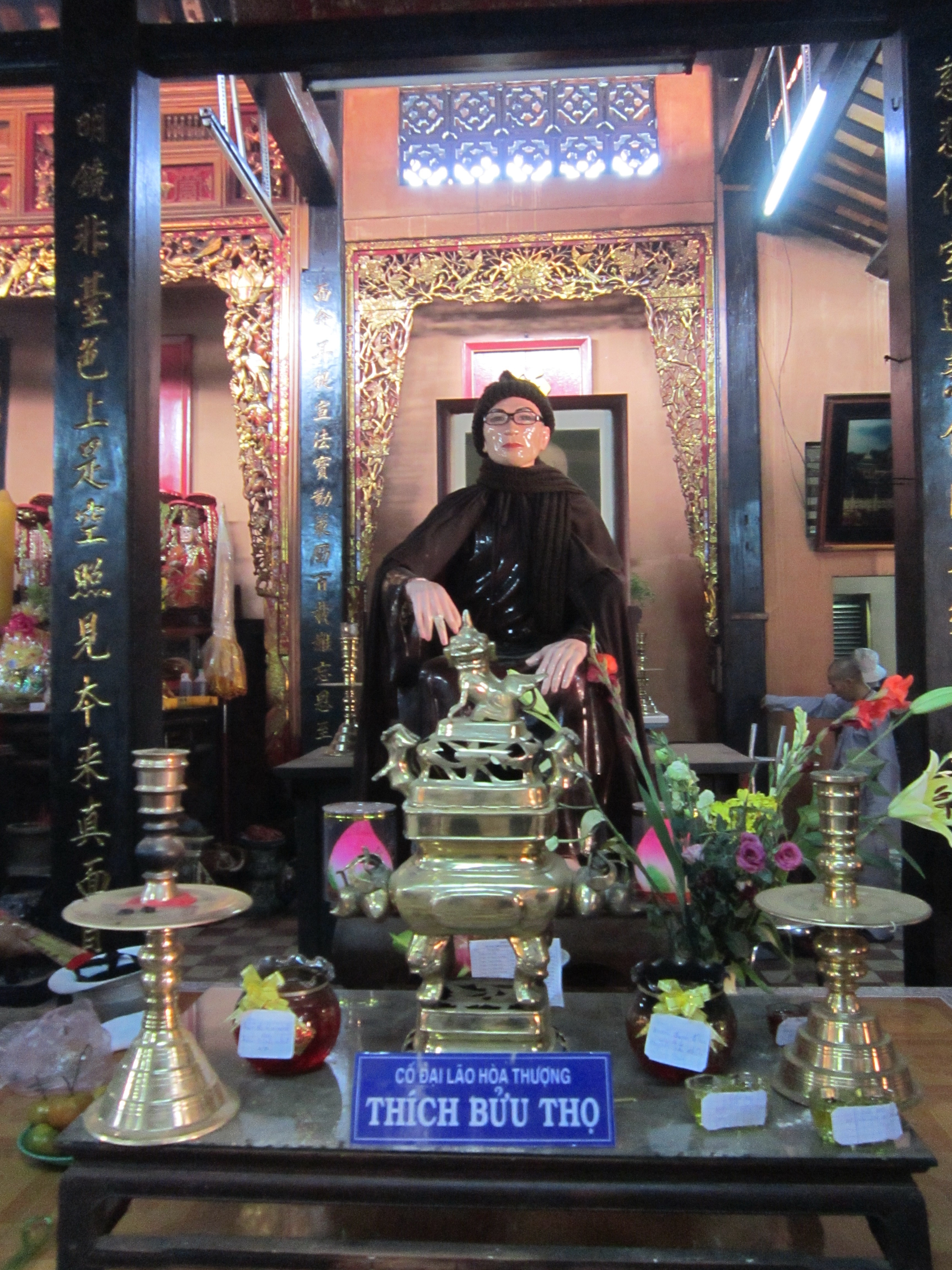
Tượng Hòa thượng Thích Bửu Thọ được tôn thờ trong nhà Tổ.
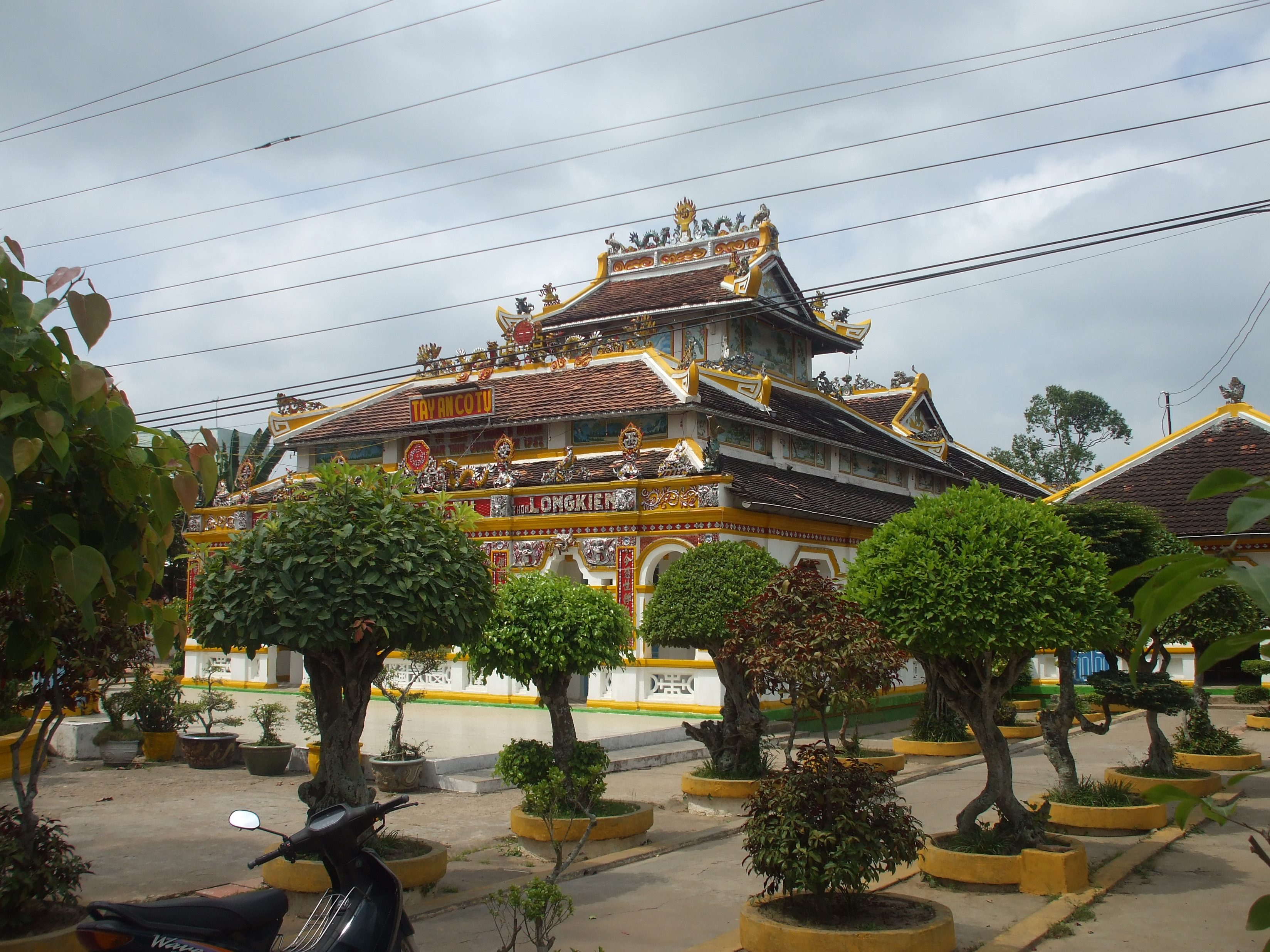
Tây An cổ tự (Chợ Mới) ngày nay.